# Beilschmiedia tarairi
Beilschmiedia tarairi är en lagerväxtart som beskrevs av Thomas Kirk. Beilschmiedia tarairi ingår i släktet Beilschmiedia och familjen lagerväxter. Inga underarter finns listade i Catalogue of Life.